# 井田照夫
井田 照夫（いだ てるお）は昭和期の歌手。新潟県古志郡上川西村（現在の新潟県長岡市）出身。本名は小林 茂樹（こばやし しげき）。

## 来歴
1937年（昭和12年）に『利根の船頭唄』でデビューし、翌1938年（昭和13年）の『浪花節と兵隊』のヒットで人気歌手となるが応召により出征した。タイヘイレコードの専属歌手であり、戦後にタイヘイレコードが再出発した際には三船 光三として再び専属歌手になっている。